# 中央昆士蘭大學
中央昆士蘭大學（英語：Central Queensland University）是澳大利亞一所位於昆士蘭州中部的公立大學。由於CQU地理位置距離各大城市較遠，因此在各州首府如雪梨、墨爾本、布里斯本皆有校舍，目前在澳大利亚拥有十所校区。该大学是澳洲最早也是目前最大的远程教育提供者，其远程教育课程在世界范围内属于领先水平。

## 沿革
CQU 初於1967年時，以「中央昆士蘭大學院」為名正式授課；至1992年升格為中央昆士蘭大學（University of Central Queensland），1994年起始用今日的Central Queensland University。
目前，大学官方使用的名称为。

## 校務組織

### 治理
依照澳大利亞《大學法》，董事長稱 Chancellor，校長稱 Vice Chancellor。CQU 校務自治，因此校務由校長主持，學院事務由學務長負責（Executive Deans）；CQU 學生由學生會自選自治CQU Student Association（CQUSA），研究生的權益則由「CQU Postgraduate Research Students Committee」負責。

### 學院
CQU 一度有五間學院，後來縮編成兩大學院：一是「文學、商學、資訊學暨教育學院」，另一是「理學、工程學暨健康學院」。2006年。

#### 校務近況
CQU 的授課範圍主要有：建築、環境與設計；商學與觀光；創意與表演藝術；教育；工程學與技術；健康；人文與社會學；資訊科技；第一產業與環境；理學；雙學位等。CQU Student Handbook （页面存档备份，存于）

### 校區
CQU是澳洲最早跨州开设国际校区的大学。大学提供大量从预科到本科，研究生和博士的各类型课程。现有超过2.2万名在校学生，包括分别来自于60多个不同国家和地区的大约5千名的国际学生。
CQU在当地被视为澳洲最好的大学之一。大学拥有十个校区，包括：主校区Rockhampton；地区校区Mackay，Gladstone，Bundaberg，Noosa和Emerald，其中后两个为研究中心；都市校区Brisbane，Sydney及Melbourne。

### 研究中心
CQU有數座研究中心和課程，包括：
- 環境管理中心（Centre for Environmental Management）
- 植物暨水科學中心（Centre for Plant and Water Science）
- 鐵路工程中心（Centre for Railway Engineering）
- 社會學研究中心（Centre for Social Science Research）
- 第一產業研究中心（Primary Industries Research Centre）
- 區域永續發展研究所（Institute for Sustainable Regional Development）
- 心理與社會健康研究國際課程（英语：International Program of Psycho-Social Health Research）

### 大学特色
毕业生起薪最高大学—中央昆士兰大学在Graduate Careers Council of Australia的报告中连续数年名列最高就业率大学Top 10，毕业起薪为5星级。
每年三次入学的公立大学—雪梨、墨尔本、布里斯班可以提供一年三期的课程，学生可快速完成学业，节约时间和金钱，有机会用两年的时间完成普通的三年制本科学位。
多个校区间自由转换—除Emerald校区外，其他9个校区均有国际学生可以入读的专业。 学生可以在开设有相同专业的不同校区间自由转换，体验更多精彩澳洲生活！
小班授课—学生有更多机会和教师同学交流；教师全部都具有针对国际学生的授课经验，授课方式及速度有助于国际学生的理解及学习，迅速提高学生能力。
学费低的同时提供高额奖学金—大学为国际学生提供校长奖学金。
免费的学习技巧指导课程（LEARNING SKILLS UNIT-LSU）及语言辅导—课程内容主要是帮助学生解决学习中的问题，进入专业课后，如学生认为自己在语言方面有困难，可以申请免费的语言课程，每周最多可申请到3个小时的课程。例如帮助学生看作业、论文中的语言及内容是否切题等。无需预约，学生有需要可直接去办公室找老师辅导。
更多实习和就业机会—由于中央昆士兰地区仅有中央昆士兰大学一所大学，因此大学享有该地区全部的资源，很多专业的学生都可以很容易获得该行业的实习与就业机会。

### 大学荣誉
CQU在国际教育领域取得的成果得到了澳洲各级政府的肯定与认可，同时也获得了多项鼓励和荣誉，主要包括：
- 2006年卡里克卓越教学奖
- 2006年昆士兰州多元文化奖
- 多年荣获昆士兰州教育出口奖
- 2002及2005年荣获国家教育出口奖

### 研究能力
在澳大利亚研究理事会公布的2010年澳大利亚各大学研究能力的评估报告(Excellence Research Australia )中，中央昆士兰大学在工程学Engineering；医学和健康服务Medical and Health Sciences；护理学Nursing这几个领域上均达到了世界级水准。

### 星级排名
根据澳洲唯一权威排名Good Universities Guide 2008年中，主要相关排名如下：毕业生起薪，理想的毕业水平， 多元文化性，招收国际学生，对待教育或文化背景弱势学生的公平性，按比例从TAFE转学分入学均列为五颗星。 Good Universities Guide 2012中， Teaching Quality被评为昆士兰州TOP 3，澳洲排名第14位，列为4星级。 原有的5星级项目继续保持。

### 世界级的研究所和科研中心
- 教育研究所：国际教育研究中心/ 教学教育研究中心
- 健康与社会科学研究所：心理健康中心/人体运动研究中心/健康预防监控研究中心/昆士兰家庭暴力研究中心/人口研究实验室/Capricornia 粘膜免疫学研究中心
- 资源产业与可持续行发展研究所：环境管理中心/水与植物科学中心/铁路工程中心/智能与网络化系统中心/处理工程与轻金属中心/电力工程研究组/商务研究组

### 毕业生超高起薪
作为当地最好的政府公立大学之一，工程系的毕业生俨然成为企业争相聘用的首选，并且毕业生起薪与就业率均为全澳最高。澳洲全境矿业人员年平均工资在8万澳元以上，Rockhampton地区通常矿业工程师可以拿到10万澳元左右的年收入，而高级采矿工程师等部分高级职务，年收入则可以到达18万左右澳元。